# レベルデ
『レベルデ』（スペイン語: Rebelde）は、メキシコのテレビドラマ。カナル・デ・ラス・エストレージャスで2004年10月4日から2006年6月2日まで放送された。